# Min ko vill ha roligt
Min ko vill ha roligt är en bok av Astrid Lindgren och Kristina Forslund. Den gavs ut på Rabén och Sjögren 1990. Omslaget illustrerades av Björn Berg. Hösten 1985 hade Astrid Lindgren givit sig in en debatt om svensk djurhållning. Tillsammans med veterinären Kristina Forslund skrev hon åtskilliga Expressen-artiklar som väckte människors medvetande om hur illa grisar, kor, höns och andra djur behandlades i Sverige. Ämnet låg Astrid Lindgren varmt om hjärtat, bondjänta som hon var. Artiklarna samlades i boken Min ko vill ha roligt.